# Первая семинольская война
Первая семинольская война (англ. First Seminole War, но некоторое время она называлась просто Семинольской войной) — военный конфликт между армией США и племенами семинолов, обитавшими на территории испанской Флориды, который длился с 1817 по 1818 год. В ходе конфликта армия генерала Эндрю Джексона вторглась на территорию Флориды и разрушила несколько фортов, которые удерживали отряды семинолов, а также захватил несколько испанских фортов. В его руки попали два британца, которые были судимы, обвинены в пособничестве семинолам и казнены. Этот поступок Джексона вызвал раскол в правительстве США: некоторые политики поддержали Джексона, а другие осудили его действия. Испания протестовала против вторжения на её территории, но в итоге приняла решение уступить Флориду Соединённым Штатам, что и было решено договором Адамса-Ониса.

## Предыстория
Соединённые Штаты с самого начала своего существования задумывались о приобретении Флориды, но англо-американская войны 1812 года помешала этим планам. Летом 1814 года британские военные стали появляться во Флориде и вербовать себе сторонников среди индейцев. Одновременно началась гражданская война среди индейцев-криков. Американская армия вмешалась в конфликт: 27 марта 1814 года генерал Эндрю Джексон разбил племя Красных палок в сражении при Хосшо-Бенд. Это сражение завершило гражданскую войну, но привело к миграции криков на территорию Флориды. Часть территории криков вошла в состав США и стала частью штатов Алабама и Джорджия. Англичане между тем продолжали снабжать флоридских семинолов оружием и строить укрепления на их территории. В ноябре 1814 года Джексон подошёл к Пенсаколе. Британцы покинули город и 7 ноября Пенсакола сдалась. Через несколько дней правительство велело ему покинуть испанскую территорию, он вернул Пенсаколу испанским властям и ушёл в Новый Орлеан.
В 1815 году война завершилась. Она привела к миграции многих индейских племён во Флориду и формированию семинольской общности, Испания всё так же слабо контролировала Флориду, беглые рабы находили укрытие на Флоридской территории, а флоридские индейцы, которые в 1812 году были союзниками англичан, всё ещё находились под британским влиянием. Генерал Джексон искал возможности покончить с семинольской проблемой военным путём и повторить свой успех при Хосшо-Бенд и Пенсаколе. 

### Сражение за Негро-Форт
Когда в 1815 году англичане покинули Флориду, они оставили на её территории форт Проспект-Блафф, в котором хранились несколько сотен мушкетов и запасы пороха. Индейцы не заинтересовались фортом, но на него обратили внимание беглые негры. Они заняли форт, и он скоро стал известен как негритянский форт или Негро-Форт (Negro Fort). Теперь рабам в Джорджии стало известно, что существует место, куда они могут бежать. У белых поселенцев Джорджии возникло желание уничтожить этот форт, но он находился на испанской территории. испанские рабы тоже убегали в форт, поэтому его существование не устраивало и испанские власти, но у них не было сил для уничтожения форта. Генерал Эндрю Джексон, который отвечал за безопасность южной границы, решил взять дело в свои руки и поручил генералу Эдмунду Гейнсу подготовить рейд на форт. Президент Мэдисон ещё не решил, как поступить в этом вопросе, но Джексон решил действовать без санкции президента. В апреле 1816 года он написал испанскому губернатору в Пенсаколу, что если испанцы не разберутся с фортом, это сделают США. Губернатор ответил, что не может действовать без указания из Гаваны.
В июле 1816 года полковник Клинч вышел из форта Скотт с отрядом в 100 человек, соединился с отрядом индейцев-криков численностью 150 человек и 20 июля подошёл к форту, где встретился с флотилией из четырёх кораблей. В форте находились примерно 300 человек, в основном женщины и дети. защитники были хорошо вооружены и не собирались сдаваться. У них имелось одно 32-фунтовое орудие, три 20-фунтовых, два 9-фунтовых, два 6-фунтовых и одна 5,5-дюймовая гаубица. Однако, негры были плохими артиллеристами и стреляли не очень точно. Американцы начали бомбардировку из корабельных орудий, и почти сразу же калёное ядро попало в пороховой погреб и форт взлетел на воздух. 250 человек погибли почти мгновенно. Несколько выживших чернокожих было возвращены обратно в Джорджию. Американцам досталось множество мушкетов и иного оружия, основная часть которого была передана союзникам-крикам. После этого армия ушла в Алабаму, а на джорджианско-флоридской границе установился временный мир.

### Продолжение конфликта
Разрушение Негро-Форта не привело к миру на границе. Основной проблемой оставался угон скота. Семинолы были хорошими скотоводами, и белые поселенцы Джорджии регулярно совершали набеги и похищали скот. В ответ семинолы угоняли скот у белых. К февралю 1817 года обстановка особенно накалилась. Некоторые лидеры семинолов понимали опасность вооружённого сопротивления таким набегам, но не могли повлиять на агрессивно настроенную молодёжь. В итоге отряд семинолов напал на дом семьи Гарретт, убил и скальпировал миссис Гарретт и убил двух её детей. Поселенцы в Джорджии были возмущены убийством и стали требовать ответных мер.
В это время западнее, в Пенсаколе, генерал Гейнс добивался от испанского губернатора разрешения на снабжение американского форта Кроуфорд через территорию Флориды. Испанцы дали согласие, но потребовали уплаты пошлины. Эти дискуссии стали наводить американское командование на мысли о том, что испанцев надо как-то выдавить из Флориды. Одновременно их беспокоило появление во Флориде британских агентов. В это время в Вашингтоне кабинет президента Монро не мог решить, что делать с флоридской проблемой. Все соглашались с тем, что Флориду надо присоединить к США, но никто не хотел раздражать Европу. В отличие от политиков и дипломатов, генералы Гейнс и Джексон полагали решить вопрос силой: они считали, что если испанцы не могут контролировать семинолов, то надо ввести во Флориду армию, разбить семинолов и взять территорию под свой контроль.
Первый крупный конфликт с семинолами произошёл на территории Джорджии. Неподалёку от американского форта Скотт, за рекой Флинт, находилось поселение Фултаун, принадлежавшее семинолам (южнее современного Бейнбриджа). Правитель селения по имени Ниматла заявил командиру форта Скотт, что американцы не имеют права рубить лес около Фултауна, на его стороне реки, и пригрозил применить силу. С точки зрения генерала Гейнса Фултаун находился на территории Джорджии, с того момента, как был уступлен США по договору с криками. Но семинолы Фултауна не являлись криками и не считали, что этот договор как-то их касается. Обе стороны были правы с точки зрения своих представлений о справедливости, и это противоречие должно было привести к конфликту рано или поздно. Гейнс решил восстановить суверенитет США в Фултауне и отправил туда вооружённый отряд. По словам историка Джона Майселла это событие стало первым сражением Первой семинольской войны.

## Война
В ноябре 1817 года Гейнс собрал отряд в 250 человек и отправил их за реку Флинт, чтобы захватить Ниматлу. 21 ноября 1817 года произошла перестрелка у Фултауна, в ходе которой американцам пришлось отступить. Гейнс велел повторить атаку на следующий день. На этот раз семинолы были выбиты из селения. Это событие стало известно как сражение при Фултауне. Согласно индейской традиции, такое нападение требовало ответа. 
Между тем, форт Скотт надо было снабжать одеждой и продовольствием. Ожидалось, что из Мексиканского залива по реке Апалачикола прибудет несколько судов с товарами для форта. На встречу этого конвоя был отправлен лейтенант Скотт с отрядом в 40 человек. Примерно через неделю после сражения при Фултауне Скотт встретил конвой, погрузил на него больных из своего отряда, а сам с отрядом в 20 человек отправился к форту по суше. Он подозревал, что индейцы могут напасть, а его отряд был очень мал и плохо вооружён. В 15 милях от форта корабль был обстрелян индейцами, которые захватили его и перебили почти 50 человек. Спаслась одна женщина и шесть солдат. Это событие стало известно как Гибель отряда Скотта. Оно сделало войну неизбежной. Ещё 2 ноября (до получения известий об этом событии) Военный департамент советовал Гейнсу заходить на испанскую территорию, но уже через неделю новый военный министр, Джон Кэлхун разрешил Гейнсу переходить границу на небольшое расстояние, а после прибытия новостей разрешил преследовать семинолов на любые расстояния, но запретил вступать в бой с испанскими гарнизонами. Однако, к этому моменту Гейнс уже отбыл на Восточное побережье, поэтому Кэлхун поручил решение проблемы генералу Эндрю Джексону.
Это распоряжение Кэлхуна стало отступлением от принципов президента Джефферсона, который в 1805 году подтвердил, что испанские набеги из Флориды на Луизиану не дают ему права применения силы без разрешения Конгресса.
Весь декабрь 1817 и январь 1818 Джексон провёл в Нэшвилле, готовясь к флоридской кампании. Кэлхун переслал ему приказы, отданные Гейнсу. В это время Джексон написал письмо президенту Монро, где сообщил, что если будет надо, он готов завоевать Флориду за 60 дней. Он запрашивал разрешения президента. Монро не дал разрешения, но и не прислал категоричного запрета. Монро хорошо знал о репутации Джексона, его амбициях и воинственности, поэтому с политической точки зрения ему было выгоднее не иметь отношения к кампании Джексона. Впоследствии возникло предположение, что существовало некое письмо от президента Монро к Джексону, но историкам не удалось доказать существование этого письма. 
В начале марта Джексон прибыл в форт Скотт. В его распоряжении теперь было 500 солдат регулярной армии, 1000 добровольцев из Теннесси и какое-то количество ополченцев Джорджии. К нему так же присоединились 1400 индейцев-криков. Это были Нижние крики, враждебно настроенные к Верхним крикам Флориды. 12 марта 1818 года Джексон выступил из форта Скотт и наследующий день перешёл границу Испанской Флориды. Одной из целей похода было обеспечение безопасного прохода судов к форту Скотт. Уже на второй день марша по испанской территории отряд добрался до первого корабля с припасами для форта. Через несколько дней Джексон встал лагерем на месте разрушенного Негро-Форта.

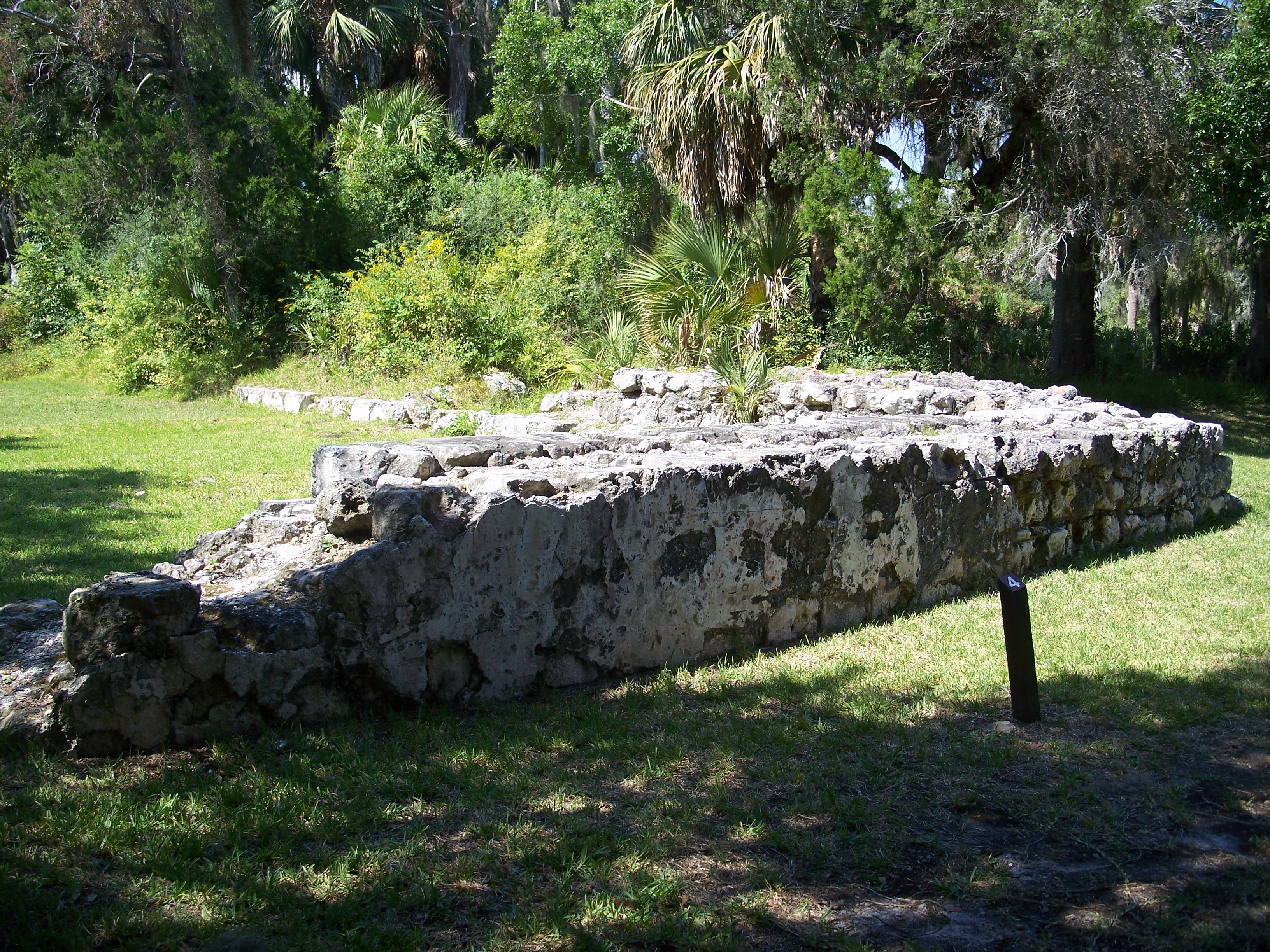
руины форта Сент-Маркс

Джексон простоял в лагере почти весь март, и за это время построил на руинах Форта-Негро новое укрепление, которое он назвал Форт-Гэтсден. 26 марта он выступил из форта на северо-восток, к селению семинолов у озера Миккосаки. 31 марта передовой отряд, состоящий из индейцев-криков под командованием майора Дэвида Твиггса сжёг покинутый индейцами город Таллахасси. 1 апреля Джексон атаковал Миккосаки, но из-за недоразумения его люди открыли огонь по крикам, и это дало шанс семинолам скрыться. Джексон разрушил город, уничтожив примерно 300 домов семинолов. Через несколько дней он повернул на юг, к испанскому форту Сент-Маркс. 6 апреля он подошёл к форту. Испанцы вели себя дружественно и предложили медицинскую помощь раненым американцам, но Джексон потребовал капитуляции форта. Командир форта отказал, но люди Джексона ворвались в форт прежде, чем испанцы успели подготовиться к обороне. В форте Джексон захватил британского торговца Александра Арбатнота, семинола Джозайю Френсиса и вождя Хоматлемико. Оба последних были повешены.
12 апреля армия Джексона подошла к селению Красных Палок на реке Эконфина. Семинолы оказали сопротивление, но были разбиты, при этом погибло примерно 40 индейцев, а 100 женщин и детей были взяты в плен. В селении была обнаружена белая женщина Элизабет Стюарт, выжившая после истребления отряда Скотта. Джексон направился далее, к реке Савэнни, надеясь захватить в плен как можно больше беглых чернокожих, но выйдя к реке 16 апреля, не застал там никого. Армия простояла на берегу реки два дня, разрушая индейские поселения. Джексону не удалось захватить много пленных, но в его руки попал британский офицер Роберт Амбристер. Здесь Джексон объявил цели кампании достигнутыми. Ему удалось разбить семинолов и загнать их на юг во флоридские болота. Он отпустил домой индейцев-криков и направился обратно в форт Сент-Маркс.
В Сент-Марксе Джексон отдал под суд Арбатнота и Амбристара. Суд признал Арбатнота виновным и приговорил к казни. Амбристер тоже был признан виновным, но приговорён к году каторжных работ. Джексон утвердил первый приговор, но настоял на казни во втором случае.
В форте Маркс был оставлен гарнизон, после чего Джексон направился к форту Гадсден. Он сообщил военному департаменту, что на границах всё тихо, и что он направляется к Нэшвиллу. Но через неделю он написал, что по его данным семинолы собираются в западной Флориде, где им помогают испанцы, поэтому он идёт к Пенсаколе. Губернатор Западной Флориды Хосе Масот пытался предотвратить вторжение, и сообщил Джексону, что около Пенсаколы присутствуют только безобидные женщины и дети, но Джексон не обратил внимания на его слова. 7 мая его отряд, численностью 1000 человек, выступил из форта Гадсден и после долгого марша 23 мая прибыл к Пенсаколе. Губернатор с отрядом в 175 человек отступили в форт Барранкас. Джексон занял Пенсаколу и потребовал капитуляции форта. Масот отказал и форт был осаждён. 27 мая Масот открыл огонь по американским позициям, после чего снова предложил переговоры. Но требования Джексона оказались неприемлемы, и осада продолжилась. На следующий день Масот предложил другие условия капитуляции и Джексон принял их. Первая семинольская война на этом закончилась. Подполковник Уильям Кинг стал военным губернатором Пенсаколы, а капитан Джеймс Гадсден сборщиком налогов.

## Последствия

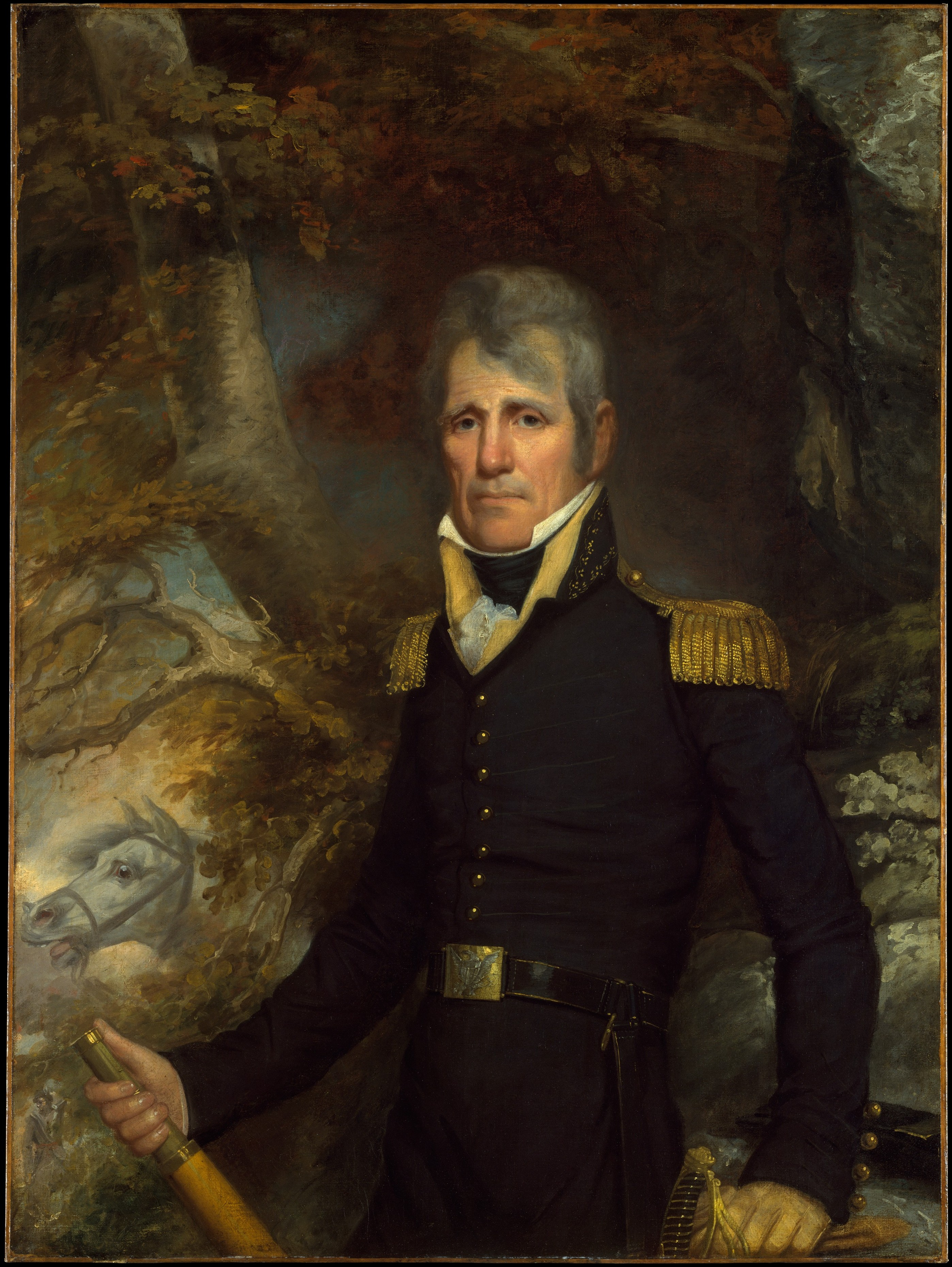
Генерал Эндрю Джексон в 1819 году. Карина Джона Джарвиса

Президент Монро узнал о захвате Пенсаколы в июне, во время тура по фортам Чесапикского залива. Он вернулся в Вашингтон 19 июня, но сразу же удалился на свою ферму в округе Лоудон. 9 июля он получил рапорты Джексона, но только через шесть дней собрал кабинет для обсуждения вопроса. Такая медлительность говорит о том, что Монро просто не понимал, что ему делать в этой ситуации.
Сразу после войны начались долгие дипломатические и политические споры. Возникло три вопроса: по какому праву Джексон казнил двух британских подданных? Находится ли США в состоянии войны с Испанией? Кто ответственен за саму войну? Так небольшая военная операция повлекла за собой споры международного масштаба. Наибольшую опасность представлял вопрос казни британских подданных. Англия была крупнейшим торговым партнёром США и никому в Америке не хотелось с ней ссориться. Британские дипломаты в Лондоне и Вашингтоне стали требовать объяснений и извинений. Джексон заявил, что казнённые британцы участвовали в конфликте на стороне семинолов, могут быть приравнены к людям вне закона и не могут считаться находящимися под защитой Англии. Он утверждал, что Лафайет и Костюшко точно так же не находились под защитой Франции, когда воевали с Англией в войне за независимость США. Это сравнение в свою очередь оскорбило американских политиков. Со своей стороны Комитет по военным делам заявил, что в казни британцев не было явной необходимости, и если они были военнопленными, то с ними надо было обращаться согласно международным законам о военнопленных.
Джексону было бы трудно объяснить, зачем он казнил двух британцев, но ему в итоге не пришлось объяснять. Когда парламент Англии начал рассматривать этот вопрос, интерес к нему уже угас. Никому не захотелось портить отношения с США из-за этого инцидента. Но обвинения в казни британцев преследовали Джексона до самого конца его жизни.
Возникли проблемы и в отношениях с Испанией. Американская армия без всякого повода атаковала испанских военных и захватила испанский город, и это было явным актом войны. Испания требовала вернуть Пенсаколу и принести официальные извинения. Но Испания в те годы не была готова к большой войне. Джон Куинси Адамс составил большое письмо к испанским дипломатам, где назвал виновниками войны британцев, индейцев, и коррумпированных испанских чиновников во Флориде. Он обещал вернуть Пенсаколу и форт Сен-Маркс, принёс извинения, и уверил испанскую сторону, что американское правительство ни коим образом не намерено захватывать испанскую территорию.
На международном уровне вопрос решился быстро, но внутренний политический кризис длился дольше. Американское общество жило в страхе перед диктатурой, оно видело, что происходило во Франции и Латинской Америке, а Джексон открыто нарушил приказ гражданских властей и напал на испанские форты. Он преступил Конституцию, которая даёт только Конгрессу право объявления войны. Его поступки должны были вызвать протесты общества, но вышло так, что большинство американцев поддержало его.
Но у Джексона было много врагов. Когда Конгресс собрался в декабре 1818 года, было сразу же предложено несколько резолюций против него. Конгрессмен Генри Клей напомнил, что многие нации пришли к разрушительным войнам из-за глупости, гордости, амбиций и желания военной славы. Защитники Джексона признавали, что он нарушил общепринятые нормы, но у него были для этого веские причины. Сенатор Джонсон говорил, что с учётом всех обстоятельств он не может винить Джексона, но готов его благодарить. Сенатор Теллмадж предлагал всем врагам Джексона пойти и пересчитать все найденные при походе скальпы, и тогда уже решить, была ли Семинольская война агрессией. В конечном итоге Джексона спасла его популярность. Для многие конгрессменов осуждение Джексона стало бы политическим самоубийством. Америка создавала своего собственного наполеона, писал историк Джон Майссел, хотя и отказывалась признавать это.
Дебаты в Конгрессе по поводу Семинольской войны стали самыми долгими дебатами в истории Конгресса США. 
Поход Джексона стал историческим прецедентом. Когда в 1824 году коммодор Дэвид Портер захватил испанский форт на Пуэрто-Рико, он был отдан под трибунал, но заявил, что сделал ровно то же самое, что и генерал Джексон во Флориде. Но это не спасло Портера и он был признан виновным.
В то время уже шли переговоры между Адамсом и министром Онисом о передаче Америке Флориды. Поход Джексона показал, что США могут, при необходимости, быстро отвоевать Флориду, и это сильно ослабило позиции Испании на переговорах. В итоге 22 февраля 1819 года был заключён Договор Адамса — Ониса, по которому Испания передала Флориду Америке, а Америка признала право Испании на Техас. Сенат США почти сразу же ратифицировал договор. Испанские Кортесы ратифицировали его только в конце октября 1820 года.

### Статьи
- John K. Mahon. The First Seminole War, November 21, 1817-May 24, 1818 (англ.) // The Florida Historical Quarterly. — Florida Historical Society, 1998. — Vol. 77, iss. 1. — P. 62-67.
- David S. Heidler. The Politics of National Aggression: Congress and the First Seminole War (англ.) // Journal of the Early Republic. — University of Pennsylvania Press, 1993. — Vol. 13, iss. 4. — P. 501-530. — doi:10.2307/3124558.